# Pyrochlora rhanis
Pyrochlora rhanis är en fjärilsart som beskrevs av Pieter Cramer 1777. Pyrochlora rhanis ingår i släktet Pyrochlora och familjen mätare. Inga underarter finns listade.

## Bildgalleri

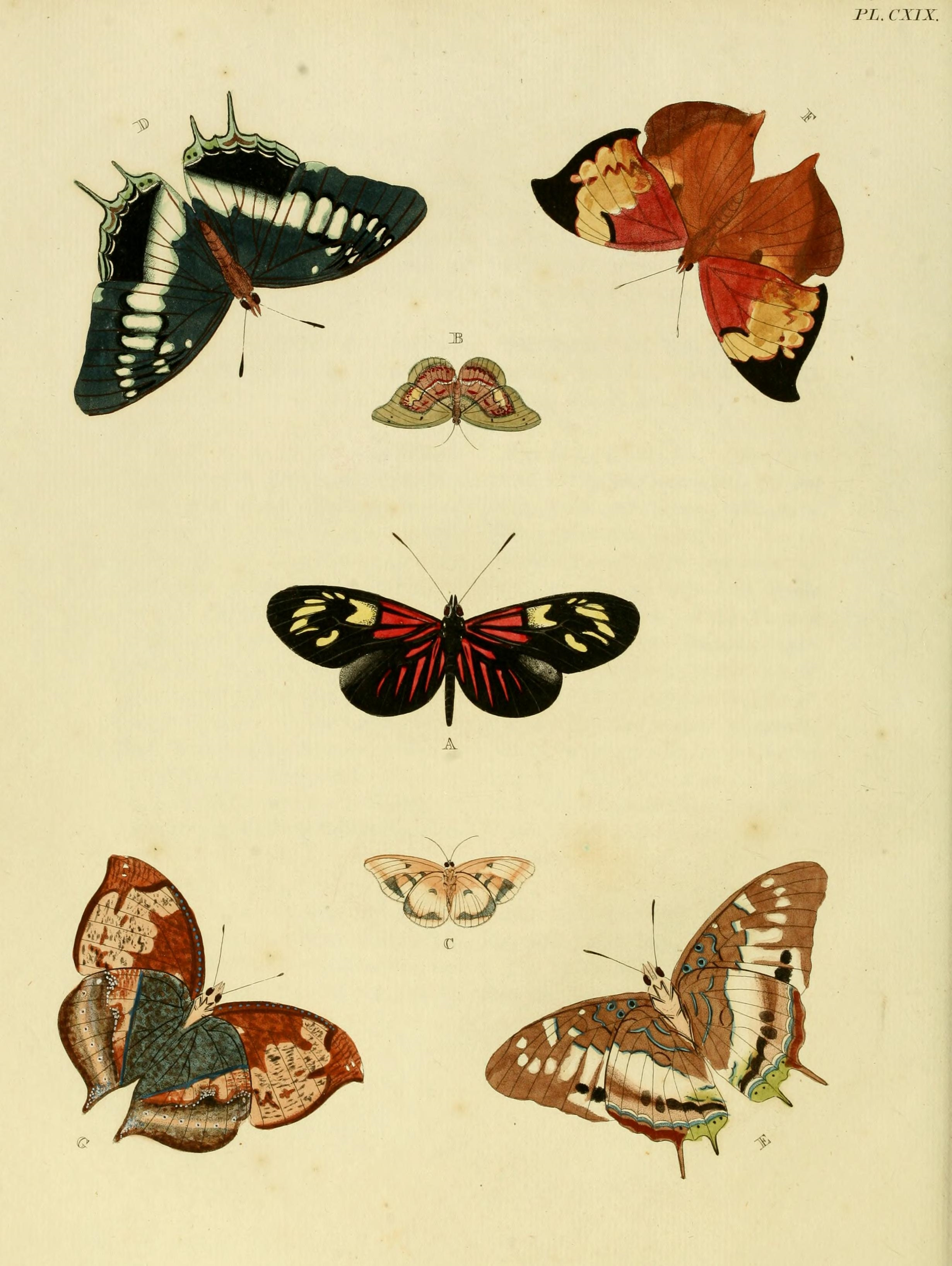
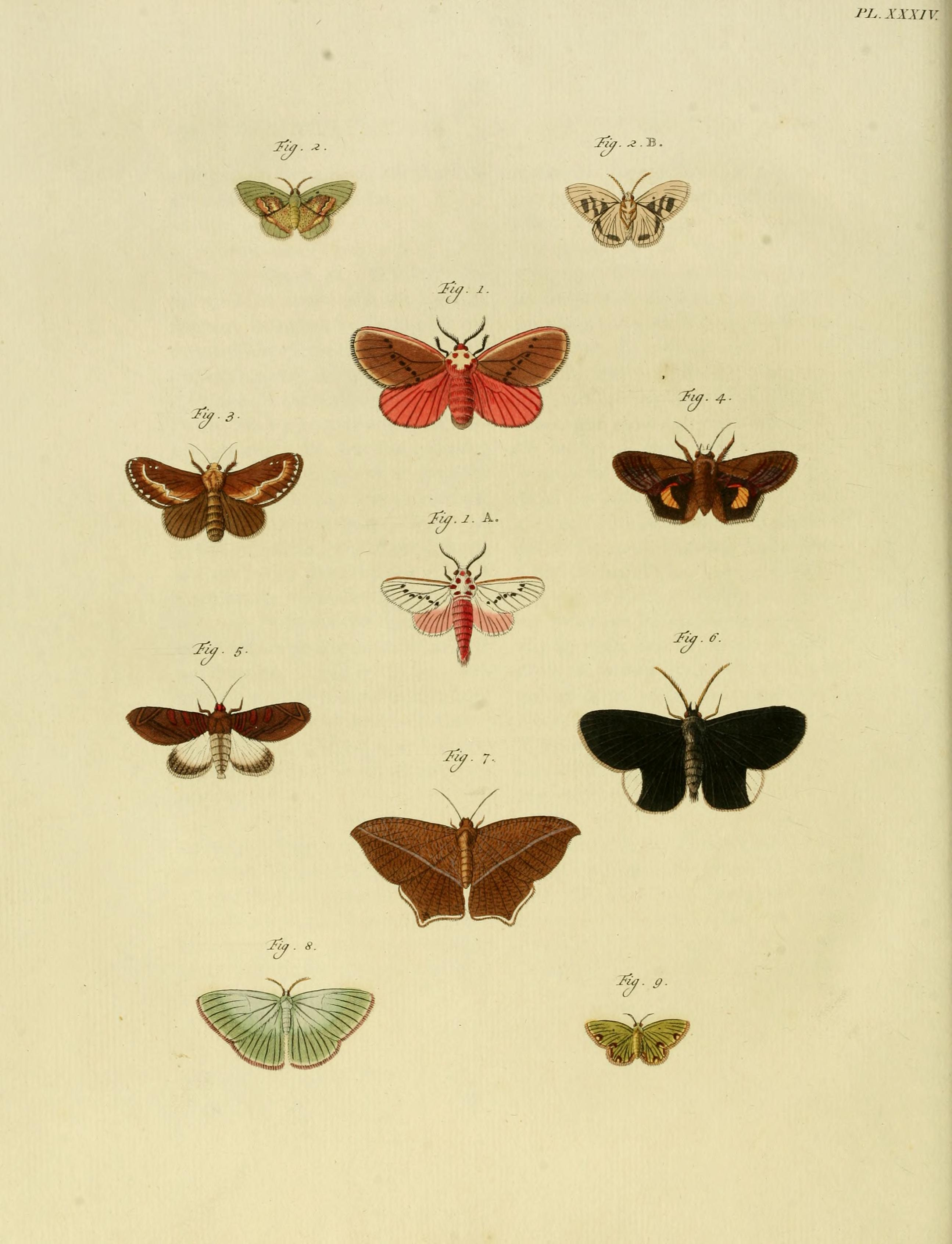